# Березень 2015
Березень 2015 — третій місяць 2015 року, що розпочався в неділю 1 березня та закінчився у вівторок 31 березня.

## Події
- 3 березня
  - Національний банк України визнав неплатоспроможним один з найбільших банків України — Дельта Банк.[1]
- 4 березня
  - У Донецьку на шахті імені Засядька стався вибух, 33 людини загинули.[2]
- 4 — 15 березня
  - 49-й чемпіонат світу з біатлону в Контіолагті, Фінляндія
- 6 березня
  - Космічний апарат Dawn вийшов на орбіту карликової планети Церери.[3]
- 9 березня
  - Національний банк України з нагоди 201-ї річниці від дня народження Тараса Шевченка вводить в обіг банкноти номіналом 100 гривень зразка 2014 року.[4][5]
- 10 березня
  - Японія відзначає 70-ті роковини бомбардування Токіо — найкривавішого бомбардування в історії воєн.[6]
- 12 березня
  - Сергій Семенов здобув перший в історії українського чоловічого біатлону Малий кришталевий глобус.[7]
- 13 березня
  - Єгипет оголосив про початок будівництва нової столиці.[8]

- 15 березня

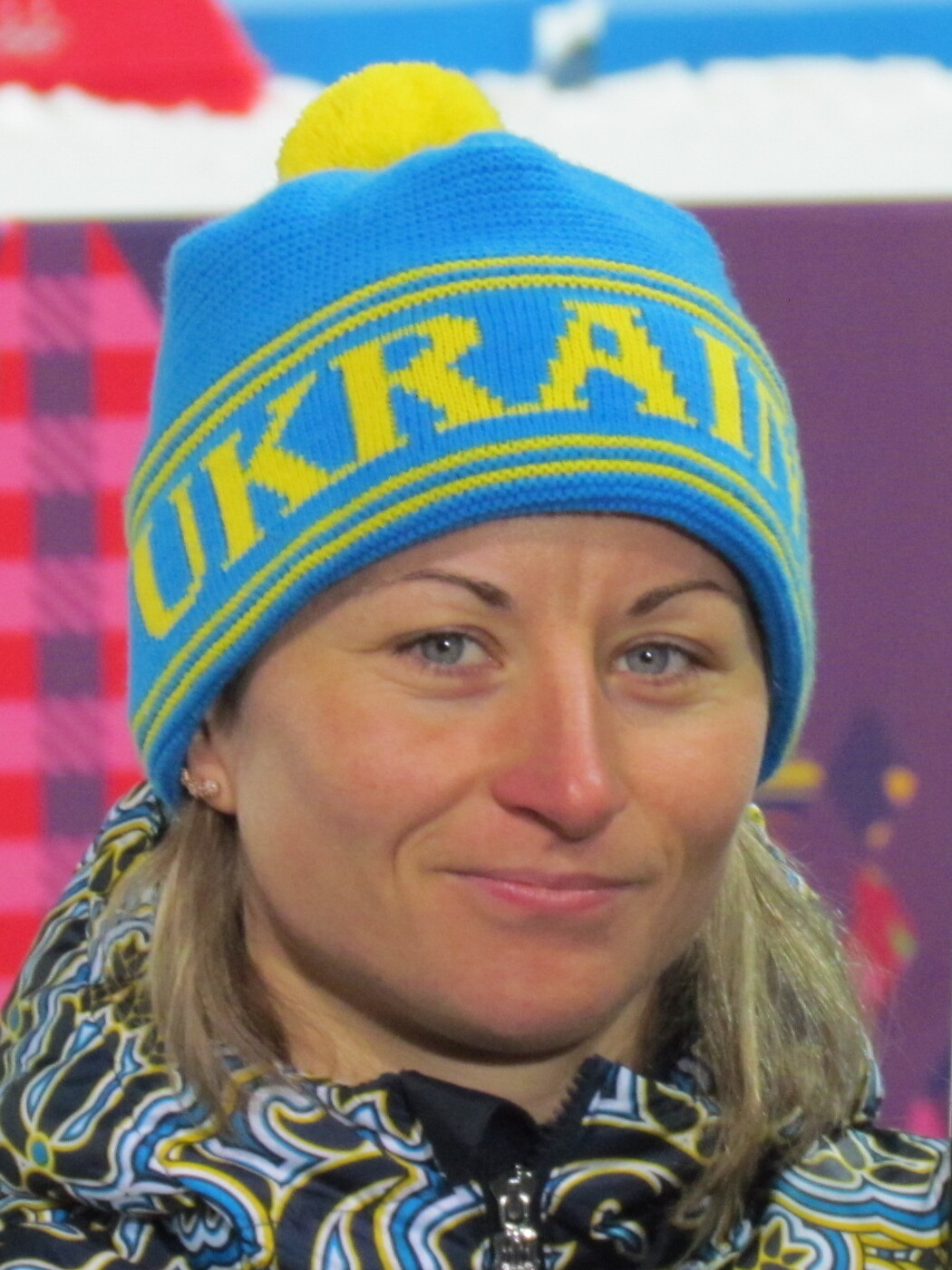
Валентина Семеренко

  - Валентина Семеренко стала чемпіонкою світу з біатлону в гонці з масовим стартом.[9]
- 18 березня
  - В Україні розпочато демобілізацію військовослужбовців, мобілізованих 2014 року.[10]

- 20 березня

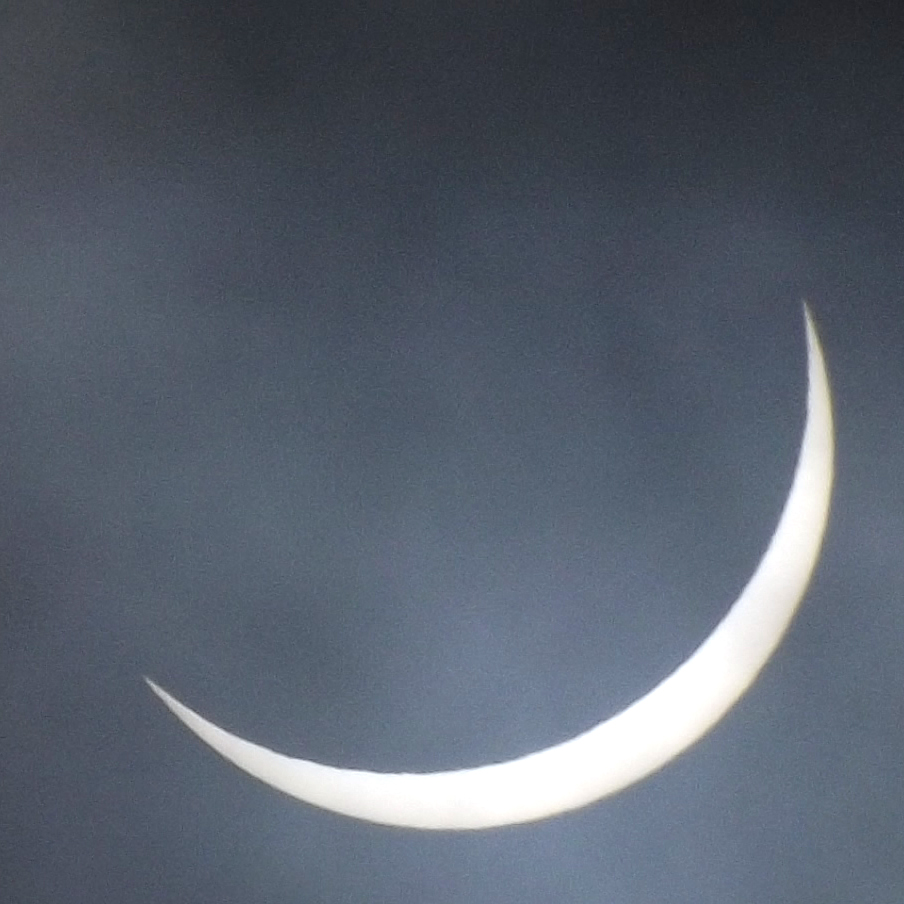
Сонячне затемнення в Ірландії

  - На озері Байкал потонув Віктор Янукович молодший, син екс-президента України Віктора Януковича.[11]
  - В Європі та деяких частинах Африки й Азії можна було спостерігати сонячне затемнення.[12]
- 23 березня
  - Помер Лі Куан Ю, «батько Сінгапурського дива».[13]
- 24 березня
  - Ігоря Коломойського було звільнено з посади голови Дніпропетровської ОДА.[14]
  - На півдні Франції розбився Airbus A320 лоукостера Germanwings.[15]

- 25 березня

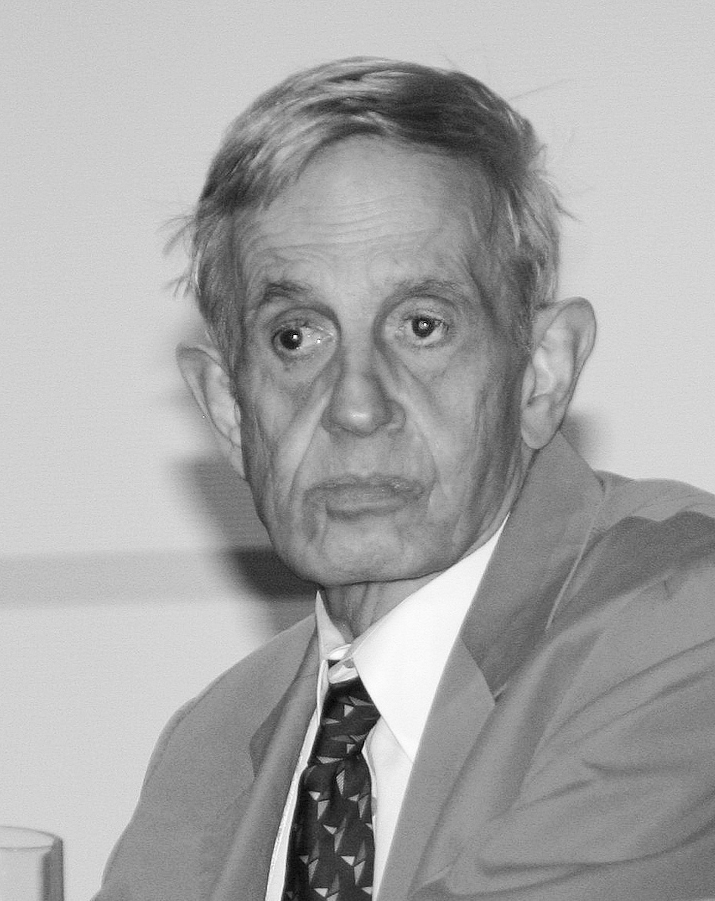
Джон Неш

  - До Києва доставили перших 10 американських військових позашляховиків HMMWV.[16]
  - Нобелівський лауреат з економіки Джон Неш отримав разом із Луїсом Ніренбергом Абелівську премію, яку часом називають «Нобелівською премією з математики».[17][18]
  - Коаліція арабських держав на чолі із Саудівською Аравією та за підтримки Пакистану та США почала військове вторгнення до Ємену.[19][20]
- 26 березня
  - Авіакомпанія Wizz Air оголосила про закриття 20 квітня свого українського відділення Wizz Air Ukraine.[21]
- 27 березня
  - Проросійські бойовики випустили 60 снарядів із «Градів» по Новотошківському.[22]
- 29 березня
  - Австралія стала вп'яте чемпіоном світу з крикету.[23]
  - Ліга арабських держав домовилася про створення спільних збройних сил.[24]

- 30 березня

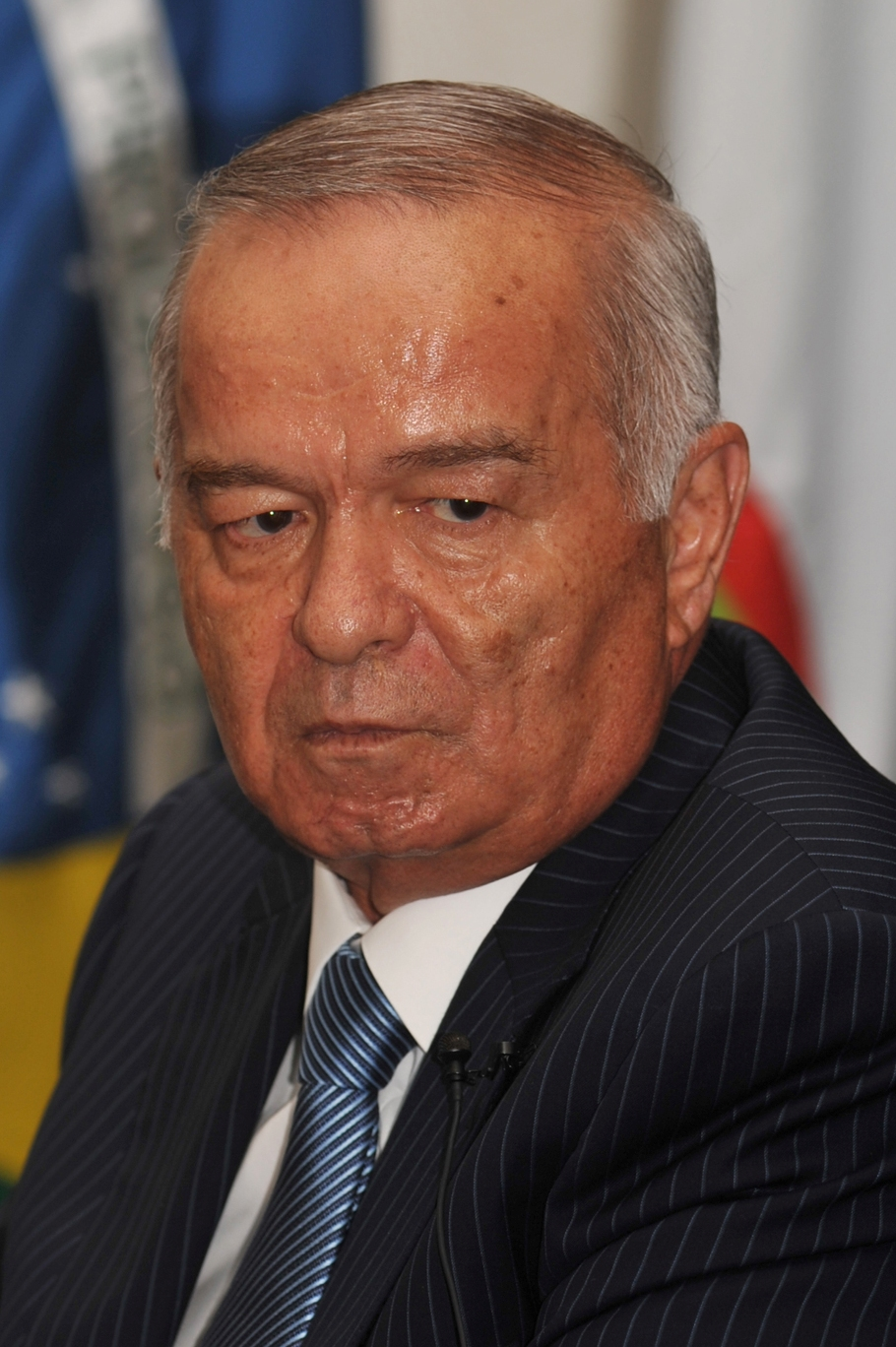
Іслам Карімов

  - Іслам Карімов переобраний президентом Узбекистану.[25][26]
- 31 березня
  - Мохаммаду Бухарі був обраний президентом Нігерії.[27][28]
  - Марія Музичук вийшла у фінал чемпіонату світу з шахів серед жінок.[29]